# Trebonianus Gallus
Gaius Vibius Trebonianus Gallus (kol. 206 Perusia – srpen 253 u Interamny) byl římský císař vládnoucí spolu se svým synem Volusianem v letech 251–253. Jeho otcem byl patrně C. Vibius Veldumnianus doložený nápisově, jméno matky je neznámé.

## Původ a kariéra
Trebonianus Gallus pocházel z urozené italské rodiny, jejíž členové působili v řadách senátu. S manželkou Afinií Geminou Baebianou měl dva potomky, syna Volusiana a dceru Vibii Gallu. Před svým příchodem k moci prošel obvyklou kariérou příslušníka vyšších vrstev, od jmenování senátorem až po konzulát, který zastával někdy kolem roku 245. Později ho ustavili legátem obou Moesií (asi roku 250) a v této funkci bojoval s gótským náčelníkem Knivou u města Novae na Balkáně; tam se k němu připojil císař Decius po své porážce u Beroje. Decius chtěl na jaře roku 251 přehradit Gótům ústupovou cestu přes Dunaj, byl však poražen v bitvě u Abrittu a spolu se svým synem padl.

## Proklamace za císaře
Část antických autorů viní Treboniana Galla, že byl tajně ve spojení s Góty, protože sám usiloval o vládu. Tento názor je patrně tendenční a souvisí s pozdější neoblíbeností Galla jako vladaře. Okolnosti, jakým způsobem se stal moesijský legát zhruba v polovině června 251 císařem, nejsou známy – ví se jen, že spolu s ním byl proklamován i jeho syn, jemuž se dostalo titulu caesara.

## Vláda
Prvním opatřením nového císaře byla dohoda s Góty – Římané jim ponechali veškerou kořist a zavázali se k placení ročního tributu. Další problém představoval Deciův mladší syn Hostilianus, který se v době gótského tažení zdržoval v Římě. Gallus vyřešil choulostivou situaci tak, že Hostiliana adoptoval a udělil mu titul augusta, čímž ho formálně postavil na roveň sobě samému. Hostilianus však brzy poté zemřel, prý na mor.
Jakmile Gallus uspořádal poměry na Balkáně, spěchal do Říma, kde pak pobýval až téměř do konce své krátké vlády. Z této doby jsou prakticky známy jen dvě význačné události – ustavení caesara Volusiana augustem na podzim roku 251 a vypuknutí morové epidemie, která zdecimovala značnou část říše. Teprve o posledních měsících Gallova panování máme k dispozici více faktických informací. Asi v květnu 253 vtrhli do impéria Peršané vedení římským přeběhlíkem Mariadem a vydrancovali řadu syrských měst, včetně rozlehlé Antiochie nad Orontem. Jejich plenící oddíly zastavil až před Emesou kněz boha Baala Sampsigeramos, který se pod jménem Uranius Antoninus prohlásil za císaře.
Gallus však v té době neměl čas, aby pomýšlel na trestnou výpravu proti Peršanům nebo vyřešil situaci se Sampsigeramem. Na jaře roku 253 potřel moesijský legát Aemilianus silný oddíl Gótů, nadšení vojáci ho provolali za císaře a začala občanská válka. Gallus ještě stihl poslat do zaalpských oblastí Licinia Valeriana, aby odtamtud přivedl posily, když přišla zpráva, že Aemilianus je už v Itálii. Nezbývalo než bojovat s těmi silami, jež byly momentálně po ruce. Gallovi vojáci neprojevovali od počátku velké bojové nadšení, a jakmile poblíž Interamny zjistili, že protivník má značnou převahu, zabili císaře i s jeho synem a přešli k Aemilianovi (srpen 253). Po krátkém období, kdy byly po celé říši ničeny Gallovy sochy a nápisy, následovala za vlády Valerianovy konsekrace Volusiana, a patrně i Galla.